# Timachida di Rodi
Timachida di Rodi (in greco antico: Τιμαχίδας ὁ Ῥόδιος?, Timachídas ho Rhódios; Lindo, ... – ...; fl. I secolo a.C.) è stato uno storico, poeta e grammatico greco antico del I secolo a.C..

## Biografia
Sarebbe nato a Lindo, nell'isola di Rodi, da Agesitimo, che secondo un'iscrizione propose che suo figlio scrivesse, nel 99 a.C., una cronaca delle offerte votive al tempio di Atena nella loro città.

## Opere
Delle sue opere abbiamo scarni frammenti, da cui traspare che avesse scritto, come detto, innanzitutto la cosiddetta Cronaca di Lindo, in dialetto dorico, scritta su pietra, in collaborazione con Tarsagora, nella quale sono riportate notizie sul culto e sulla liturgia di Atena Lindia celebrati nel locale tempio.
Ancora, avrebbe composto un poema esametrico intitolato Deipnon ("Banchetto") in almeno 11 libri; una raccolta di glosse e commenti ad Aristofane e Menandro. Un'opera Sull'"Ermes" di Eratostene, che nel testo tràdito di Ateneo è attribuita ad un certo Timarco, sarebbe anche opera sua se quest'ultimo nome va emendato in Timachida.